# Tree Check

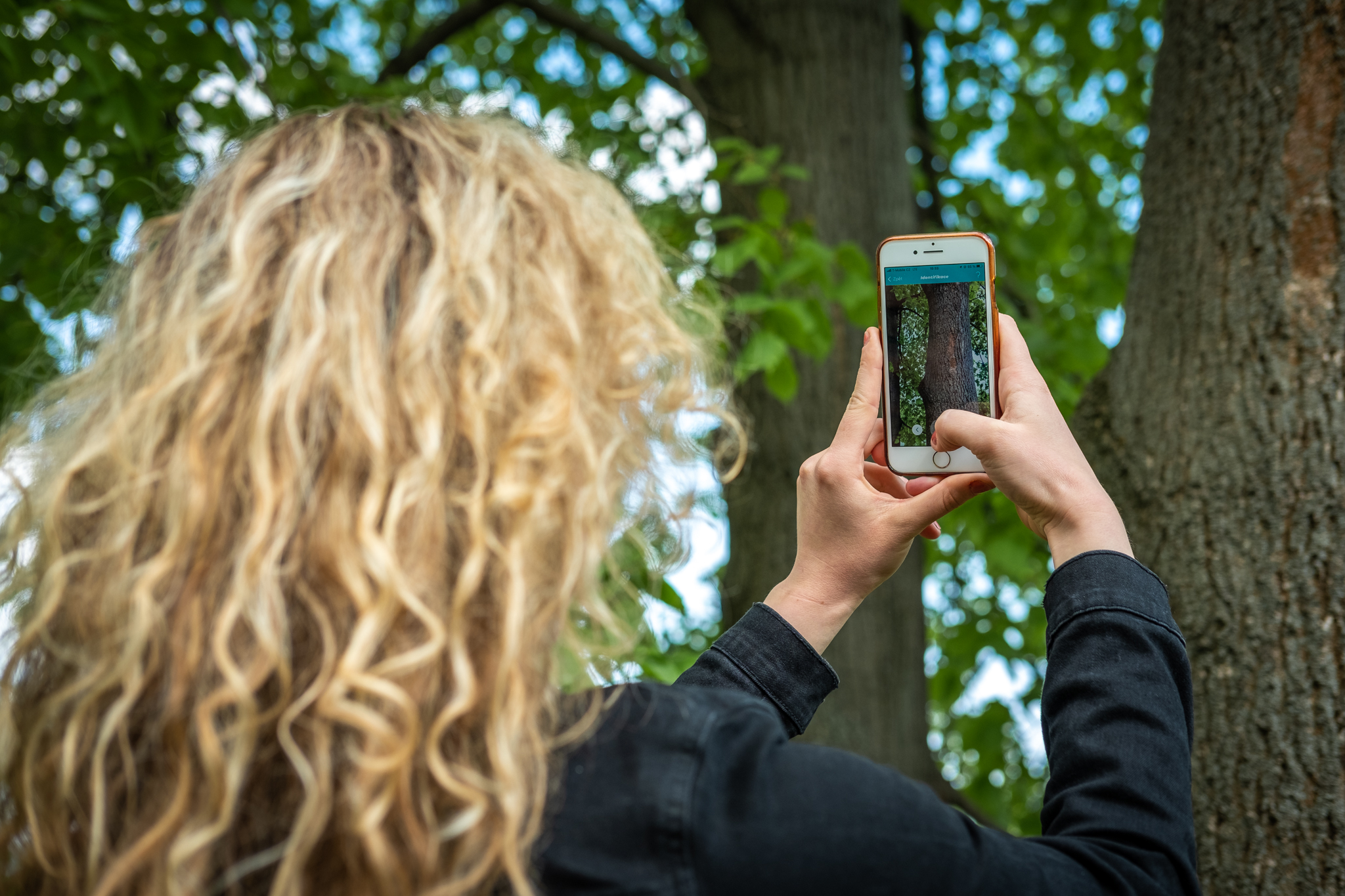
Aplikace umožňuje rozeznávat druhy stromů pomocí automatické detekce.

Tree Check je mobilní aplikace informačně-vzdělávacího charakteru pro identifikaci druhů stromů pomocí fotografií. Pracuje na principu automatické detekce a využívá principy gamifikace. Podává také urbanisticko-ekologické informace, například to, jak stromy ve městech ochlazují své okolí odpařováním vody a stíněním před sluncem.

## Historie a funkce
Aplikace byla vytvořena konsorciem partnerů vedených Nadací Partnerství jako součást projektu Life Tree Check. Ten byl zahájen v roce 2019. Jeho cílem je pomáhat městům střední Evropy účinně čelit dopadům klimatické změny, zejména stále častějším vlnám veder a přehřívání měst, a to posilováním zelené infrastruktury – zeleně ve všech jejích podobách a možných umístěních.

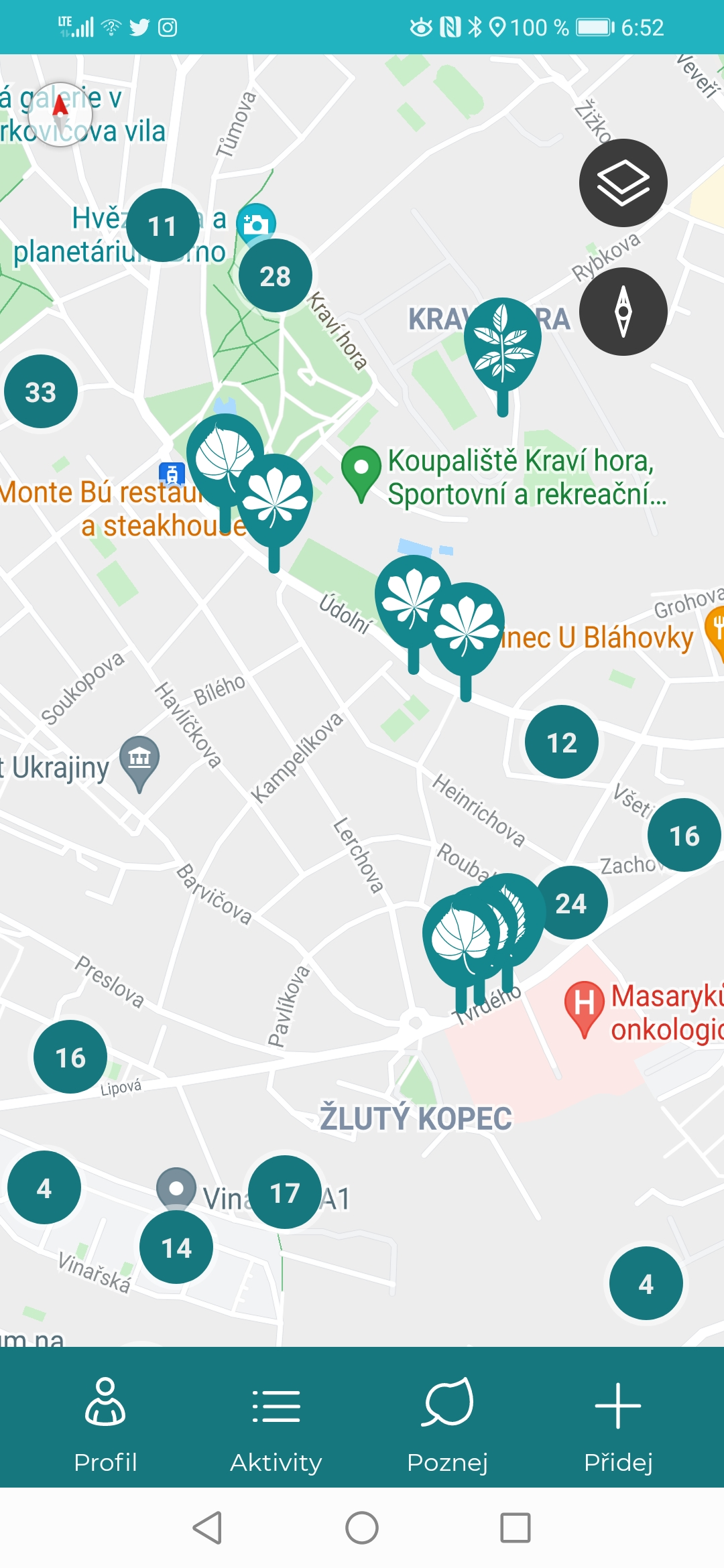
Součástí aplikace je také mapa stromů.

Aplikace pro chytré telefony byla spuštěna v roce 2022. Je k dispozici v češtině, slovenštině, polštině, maďarštině a angličtině. Je zaměřena na středoevropské klima a na druhy stromů, které jsou v tomto podnebí běžné. Existuje ve verzi pro systém Android i iOS.
Aplikace nese slogan „Checkuj stromy, pečuj o ně a sbírej je“ podle tří funkcí, které poskytuje:
- nabízí informace o konkrétních stromech – jejich druh, charakteristické znaky, informace o ochlazovacím efektu stromů,[1]
- poskytuje prostor pro zapojení lidí do péče o stromy – nabádá k zalévání či nahlášení jejich stavu,
- umožňuje uživatelům sbírat si stromy do herbáře podle druhu či své oblíbenosti. Za návštěvy stromů pak získávají vyšší herní „úroveň“ a další odměny.[5] Mohou také přidávat nové stromy do mapy nebo navštěvovat již existující stromy v mapě.

Díky tomu, že lidé v aplikaci označují své oblíbené stromy i jejich stav, může aplikace sloužit zástupcům obcí pro přehled při rozhodování o veřejném prostoru – o tom, kde je stromů málo, kde je zachovat či kde se stromům nedaří a je potřeba o ně jinak pečovat. Pro účely samosprávního plánování péče o zeleň slouží verze Tree Check Pro.